# Eliseo Insfrán
Eliseo Insfrán Orué (ur. 27 października 1935 w Asunción, zm. 17 sierpnia 2020) – piłkarz paragwajski noszący przydomek Pitogue, napastnik. Wzrost 165 cm, waga 60 kg.
Urodzony w Asunción Insfrán karierę piłkarską rozpoczął w klubie Club Guaraní. W 1954 roku w barwach Guaraní zadebiutował w pierwszej lidze paragwajskiej. Został także powołany do narodowej reprezentacji do lat 20.
Jako gracz klubu Guaraní był w kadrze reprezentacji podczas finałów mistrzostw świata w 1958 roku, gdzie Paragwaj odpadł w fazie grupowej. Insfrán nie zagrał w żadnym meczu.
Zagrał w przegranym 0:1 wyjazdowym meczu z Meksykiem w ramach eliminacji do finałów mistrzostw świata w 1962 roku.
Wziął udział w turnieju Copa América 1963, gdzie Paragwaj został wicemistrzem Ameryki Południowej. Insfrán zagrał w dwóch meczach - z Ekwadorem i Boliwią.
Razem z Guaraní w 1964 roku zdobył tytuł mistrza Paragwaju, a w 1965 roku tytuł wicemistrza Paragwaju.
W 1966 roku Insfrán przeniósł się do Kolumbii, gdzie grał w klubie Deportes Quindío. W 1967 roku wrócił do kraju, by występować w drużynie Club Libertad. W 1968 roku ponownie przez rok grał za granicą - w chilijskim klubie CD O’Higgins. Następnie w 1969 roku, na zakończenie kariery, grał w klubie Sportivo Luqueño.